# Florencia Bertotti
 (mai 2022).
Si vous disposez d'ouvrages ou d'articles de référence ou si vous connaissez des sites web de qualité traitant du thème abordé ici, merci de compléter l'article en donnant les références utiles à sa vérifiabilité et en les liant à la section « Notes et références ».
Florencia Bertotti (née le 15 mars 1983 à Buenos Aires, Argentine) est une chanteuse et actrice argentine. Elle est connue pour avoir joué le rôle de Flor dans Floricienta.

## Biographie
Florencia est née le 15 mars 1983. Ses parents ont divorcé lorsqu'elle avait sept ans. Elle a une sœur Clara qui est avocate. Elle a fréquenté l'école primaire au « Sagrado Corazón » et le collège « Mercy », tous deux se trouvant dans la capitale de l'Argentine. Puis, elle a étudié la psychologie à l’Université de Buenos Aires. Elle a des origines italiennes. Son père décède alors qu'elle est en plein tournage de Verano del 98.
À compter de 1999, elle vit avec l'acteur Guido Kaczka qu'elle a rencontré pendant le tournage de Verano del 98. Le 2 décembre 2006, ils se marient. Leur premier enfant, Roméo Kaczka Bertotti, est né le 10 juillet 2008.
Elle a un procès avec Cris Morena Group (producteur de la série Floricienta) pour la série Nini. La série ressemble fortement à Floricienta dans lequel l'actrice jouait le rôle-titre. Elle se sépare de son époux Guido Kaczka en 2010, leur divorce est officiellement annoncé en juin 2010. La même année, Florencia a commencé une relation avec Federico Amador, son partenaire de scène de la série Niní.
En Juin 2013 elle ouvre un magasin à San Isidro appelé « Pancha », qui vend des vêtements pour enfants conçus par elle-même.

## Carrière

### Télévision
- Guapas (2014)
- La dueña (2012)
- Nini (2009-2010)
- Floricienta (2004-2005)
- Los pensionados (2004)
- Son amores (2002-2003)
- Culpables (2001)
- Luna salvaje (2000)
- Verano del '98 (1999-2000)
- De corazón (1997)
- 90-60-90 modelos (1996)
- Dulce Ana (1995)

### Filmographie
- Igualita a mi (2010)
- Déjala correr (2001)
- Mala época (1998)
- El faro (1998)

### Théâtre
- Nini (2009-2010)
- Floricienta (2004-2005)
- Son amores (2002-2003)

### Production
- Nini (2009-2010)

## Prix

### Nominations
- Argentine Film Critics Association Awards - El faro/Aneta (1998)
- Martín Fierro - Floricienta/Florencia - (2004)
- Premios Clarín - Floricienta/Florencia - (2004)
- Martín Fierro - Floricienta/Florencia - (2005)

### Prix
- Martín Fierro - Son amores/Valeria (2002)
- Premios Clarín - Son amores/Valeria (2003)
- Martín Fierro - Son amores/Valeria (2003)